# Chalus (Puy-de-Dôme)
Chalus település Franciaországban, Puy-de-Dôme megyében. Lakosainak száma 181 fő (2022. január 1.). Chalus Boudes, Collanges, Gignat, Mareugheol, Saint-Germain-Lembron és Villeneuve községekkel határos.

## Népesség
A település népességének változása:
| Lakosok száma | 179  | 175  | 181  | 178  | 181  | 183  | 182  | 179  | 181  |
|               | 2013 | 2015 | 2016 | 2017 | 2018 | 2019 | 2020 | 2021 | 2022 |